# Bolo (Galiza)
Bolo (em galego, O Bolo; em espanhol, El Bollo) é um município da Espanha na província de Ourense, comunidade autónoma da Galiza. Tem 91,17 km² de área e em 2021 tinha 828 habitantes (densidade: 9,1 hab./km²).

## História
A povoação do Bolo, denominada Volobriga na antiguidade, pertenceu no século XV ao condado de Lemos. Até ao século XVIII, conservou a fortaleza construída em fins do século XV, possivelmente sobre outra mais antiga, entretanto destruída. A fortaleza possuía uma muralha circular, com torreões, torre de menagem e outros elementos arquitectónicos defensivos.
Do antigo castelo, só permanece em pé a torre de menagem, de forma quadrada e 18 metros de altura, tendo sido recentemente restaurada. Existem ainda alguns restos de muralha.

## Demografia
| Variação demográfica do município entre 1991 e 2004 | Variação demográfica do município entre 1991 e 2004 | Variação demográfica do município entre 1991 e 2004 | Variação demográfica do município entre 1991 e 2004 |
| --------------------------------------------------- | --------------------------------------------------- | --------------------------------------------------- | --------------------------------------------------- |
| 1991                                                | 1996                                                | 2001                                                | 2004                                                |
| 1918                                                | 1655                                                | 1327                                                | 1286                                                |